# 2959 Шоль
2959 Шоль (2959 Scholl) — астероїд головного поясу, відкритий 4 вересня 1983 року.
Тіссеранів параметр щодо Юпітера — 2,985.